# Johann Hieronymus Schröter
Johann Hieronymus Schröter (Erfurt, 30 agosto 1745 – 29 agosto 1816) è stato un astronomo tedesco.

## Biografia
Dal 1762 al 1767 Schröter ha studiato legge all'Università di Gottinga, successivamente ha iniziato un periodo di praticantato durato 10 anni.

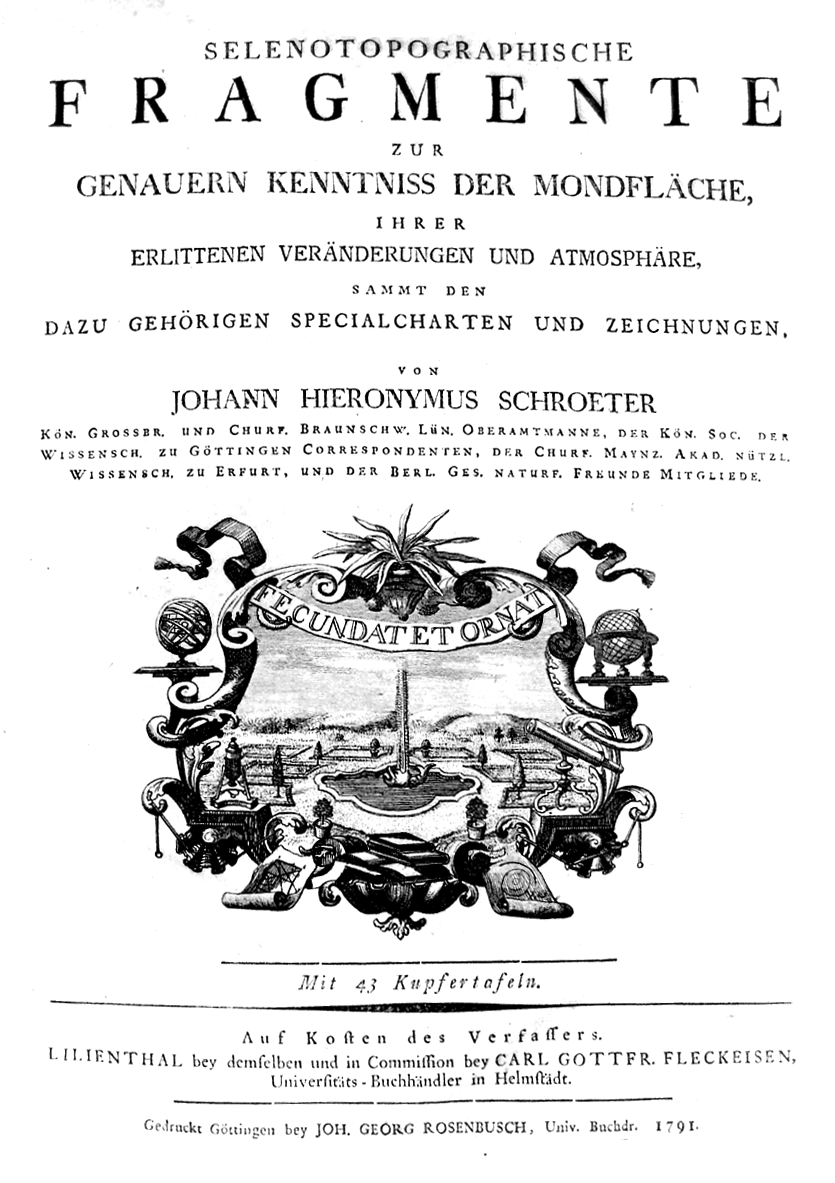
Frontespizio di Selenetopographische Fragmente.

Nel 1777 ad Hannover ha fatto la conoscenza di due fratelli di William Herschel, nel 1779 ha acquistato un telescopio rifrattore con lenti acromatiche da 50mm per osservare il Sole, la Luna e Venere.
La scoperta di Urano nel 1781 ad opera di Herschel, ha stimolato Schröter a dedicarsi con maggior impegno all'astronomia.

Nel 1784 ha pagato 31 Reichstaler (circa 600 Euro di oggi) per un telescopio riflettore di Herschel, con 122 cm di lunghezza focale e 12 cm di apertura. Ha conquistato una certa fama nell'ambiente astronomico grazie ai suoi rapporti osservativi pubblicati in diverse riviste, ma Schröter non era ancora soddisfatto dei risultati e nel 1786 ha speso 600 Reichstaler per un rifrattore con 214 cm di lunghezza focale e 16,5 cm di apertura, ha speso anche 26 talleri per un micrometro a vite. Con questa attrezzatura ha osservato con regolarità Venere, Marte, Giove e Saturno.

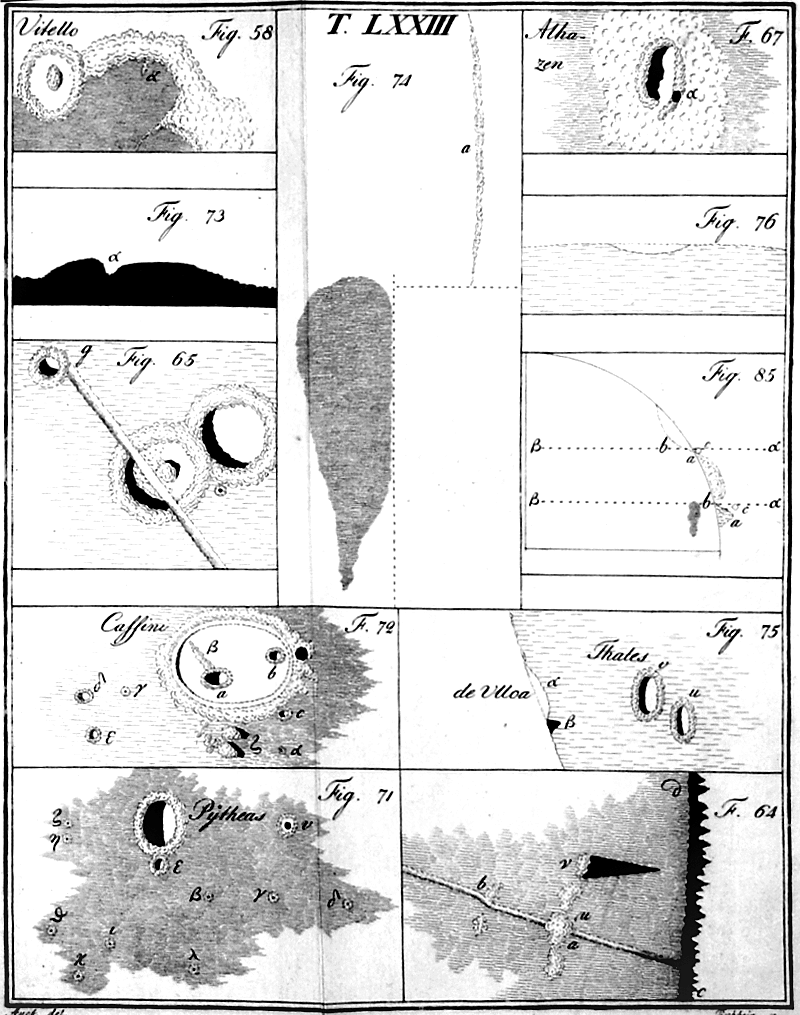
Mappe lunari nell'opera Selenetopographische Fragmente

Schröter ha disegnato in modo approfondito le strutture sulla superficie di Marte, anche se è sempre rimasto dell'errata convinzione che fossero semplici formazioni nuvolose.
Nel 1791 ha pubblicato un importante studio sulla topografia lunare intitolato Selenotopographische Fragmente zur genauern Kenntniss der Mondfläche.

Nel 1793 è stato il primo a notare l'anomalia nelle fasi di Venere, oggi conosciuta come effetto Schröter, in cui la fase appare più concava di quanto geometricamente predetto.
Nel 1813 è stato vittima delle distruzioni delle guerre napoleoniche, l'ufficiale francese Dominique Vandamme ha distrutto tutti i suoi libri, i suoi scritti e il suo osservatorio. Una catastrofe da cui Schröter non si è più ripreso.
I suoi disegni di Marte sono stati riscoperti solo nel 1873, grazie a François J. Terby, e sono stati pubblicati postumi solo nel 1881 da H. G. van de Sande Bakhuyzen.

## Onorificenze
Nel 1794 è stato eletto membro dell'Accademia Reale Svedese delle Scienze.
In suo onore ne portano il nome un cratere lunare (Schröter), un cratere su Marte (Schroeter) e la Vallis Schröteri sulla Luna e l'asteroide 4983 Schroeteria.